# Marc Zwiebler
Marc Zwiebler, né le 13 mars 1984 à Bonn en Allemagne, est un joueur professionnel de badminton évoluant dans la catégorie « Simple messieurs ».
En 2010, il termina 3e aux championnats d'Europe qui se déroulaient à Manchester en Angleterre.

## Palmarès
| Année | Compétition                      | Adversaire               | Score               | Résultat       |
| ----- | -------------------------------- | ------------------------ | ------------------- | -------------- |
| 2012  | Bitburger Open                   | Chou Tien-chen           | 19-21, 12-21        | Finaliste      |
| 2011  | Bitburger Open                   | Hans-Kristian Vittinghus | 21-17, 17-21, 16-21 | Demi-finaliste |
| 2011  | Open du Canada                   | Taufik Hidayat           | 21-13, 25-23        | Vainqueur      |
| 2011  | Open des États-Unis              | Nguyễn Tiến Minh         | 22-20, 13-21, 18-21 | Demi-finaliste |
| 2011  | Open du Maroc                    | Joachim Persson          | 12-21, 15-21        | Demi-finaliste |
| 2011  | Open d'Angleterre                | Lin Dan                  | 9-21, 21-16, 11-21  | Demi-finaliste |
| 2010  | Open de Belgique                 | Eric Pang                | 21-15, 21-17        | Vainqueur      |
| 2009  | Open d'Écosse                    | Peter Mikkelsen          | 21-15, 15-21, 21-16 | Vainqueur      |
| 2009  | Open de Norvège                  | Hans-Kristian Vittinghus | 21-15, 18-21, 19-21 | Finaliste      |
| 2009  | Open du Danemark                 | Simon Santoso            | 14-21, 6-21         | Finaliste      |
| 2009  | Open de Belgique                 | Christian Lind Thomsen   | 21-13, 16-21, 21-15 | Vainqueur      |
| 2009  | Open de Finlande                 | Peter Mikkelsen          | 14-21, 21-16, 20-22 | Finaliste      |
| 2008  | Européen badminton circuit final | Ville Lång               | 21-14, 19-21, 21-19 | Vainqueur      |
| 2008  | Open de Pologne                  | Ville Lång               | 21-15, 21,13        | Vainqueur      |
| 2008  | Open de Suède                    | Jan Ø. Jørgensen         | 21-13, 23-21        | Vainqueur      |
| 2007  | Open de Grèce                    | Raju Rai                 | 21-14, 21-16        | Vainqueur      |
| 2007  | Open d'Irlande                   | Peter Mikkelsen          | 19-21, 18-21        | Finaliste      |
| 2007  | Open du Pays de Galles           | Irwansyah                | 21-16, 21-13        | Vainqueur      |
| 2007  | Open de Norvège                  | Kasper Ødum              | 21-15, 11-21, 23-21 | Vainqueur      |
| 2007  | Bitburger Open                   | Lee Tsuen Seng           | 10-21, 23-21, 15-21 | Demi-finaliste |
| 2007  | Open de Belgique                 | Wu Yunyong               | 21-16, 14-21, 21-19 | Vainqueur      |
| 2005  | Bitburger Open                   | Kasper Ødum              | 15-13, 3-15, 4-15   | Demi-finaliste |
| 2005  | Open du Portugal                 | Arif Rasidi              | 12-15, 0-15         | Demi-finaliste |
| 2004  | Open d'Écosse                    | Arvind Bhat              | 8-15, 7-15          | Finaliste      |
| 2004  | Le Volant d'Or de Toulouse       | Kasper Ødum              | 15-11, 2-15, 13-15  | Demi-finaliste |
| 2004  | Open d'Islande                   | Bobby Milroy             | 13-15, 15-2, 11-15  | Demi-finaliste |
| 2004  | Open de Norvège                  | Björn Joppien            | 15-3, 8-15, 15-12   | Finaliste      |
| 2004  | Open des Pays-Bas                | Kenneth Jonassen         | 9-15, 7-15          | Demi-finaliste |
| 2003  | Open de France                   | Joachim Fischer Nielsen  | 4-15, 5-15          | Vainqueur      |